# Cranio-Corpo-Graphie
Die Cranio-Corpo-Graphie (CCG) ist ein vom deutschen Neurootologen Claus-Frenz Claussen im Jahr 1968 entwickeltes medizinisches Untersuchungs- und Messverfahren, um bei Untersuchungsverfahren wie dem Unterberger-Tretversuch, dem Romberg-, dem LOLAVHESLIT-Test, dem NEFERT-Test sowie dem WOFEC-Test Gleichgewichtsfunktionsstörungen zu dokumentieren und auszuwerten.

## Methode

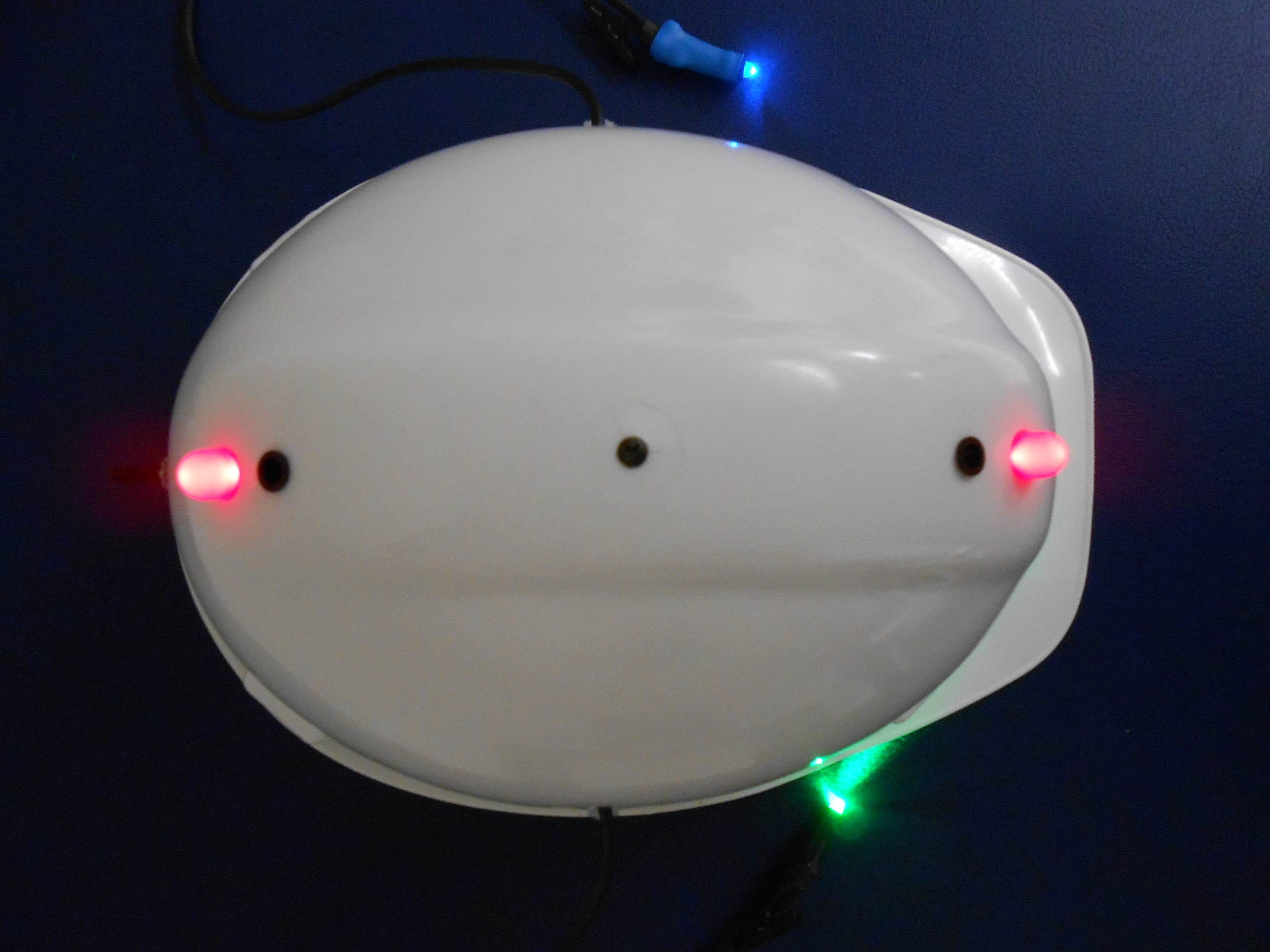
Helm mit LED-Leuchtmarkern

Während der Untersuchung trägt der Patient einen Helm mit zwei Lampen; zwei weitere Lampen befinden sich an den Schultern. Eine oberhalb des Patienten angebrachte Polaroid-Kamera zeichnet dessen Bewegungsmuster während der Untersuchung auf, dessen Ergebnisse mit Hilfe eines Computers aufgezeichnet und als Eintragung in ein Polarkoordinatensystem ausgedruckt werden.

## Geschichte
Nach Einführung des Unterberger-, des Romberg- und des WOFEC-Tests wurden die Abweichungen in den Bewegungsmustern der Patienten zunächst mit Kreide auf dem Boden des Untersuchungsraumes markiert.
Im Jahr 1927 schlug der russische Mediziner Talpis eine Methode vor, die Abweichungen mit Hilfe einer Kamera und einer Lichtquelle aufzuzeichnen. Im Jahr 1960 führte A. Güttich die an einem Helm befestigten Lichtmarker ein; die Auswertung der Lichtspur-Aufzeichnung war jedoch erschwert, da die Entwicklung von Aufnahmen zu viel Zeit beanspruchte. Durch die Einführung der Cranio-Corpo-Graphie im Jahr 1968 konnten die Aufnahmen durch den Einsatz einer Sofortbildkamera direkt nach der Untersuchung ausgewertet werden. Im Jahr 1993 wurde die Methode mit der US-CCG („Ultrasound Cranio-Corpo-Graphy“), in der die Leuchtmarker durch Ultraschallmarker ersetzt werden, verfeinert.

## Anwendung
Die Cranio-Corpo-Graphie ist Werkzeug innerhalb der neurootologischen Behandlung und wird im Rahmen der berufsgenossenschaftlichen Richtlinie G-41 „Arbeiten mit Absturzgefahr“ als Untersuchungsverfahren für Arbeitsplätze mit Absturzgefahr angewandt.